# Varecia rubra
El lémur rufo rojo (Varecia rubra) es una especie de primate estrepsirrino de la familia Lemuridae. Se incluye en la lista de Los 25 primates en mayor peligro del mundo.

## Descripción
Pesa de 3,5-4 kg, y mide cerca de 53 cm de largo, con una cola de 60 cm. Las hembras son ligeramente más grandes.
Tienen una fuerte coloración rojiza en todo su cuerpo, menos cabeza, vientre, cola, pies, y los interiores de sus patas que son negras. Y hay un parche blanco en el anverso de su cuello, y puede además poseer marcas blancas en pies o boca.

## Conducta
Estos prosimios típicamente viven en pequeños grupos de matriarcado con 2-16 individuos, pudiendo llegar a más de 32. Su dieta consiste primariamente de fruta, néctar, polen. Las hojas y semillas pueden comerlas cuando escasea la fruta.
Viven 15-20 años en libertad. Cautivos, 25 no es infrecuente, y hay datos de 33 años. Es un animal diurno, más activo a la mañana y al atardecer.
Tiene registrados cerca de doce diferentes llamadas. Entre las especies de lémures rojo y negro-blanco se comprenden entre sí, aunque viven en diferentes partes de Madagascar. El marcado territorial con orina, es también un importante medio de comunicación.